# Canthumeryx sirtensis
Canthumeryx és un gènere extint de giràfid descrit per Hamilton el 1973, que visqué durant el Miocè inferior. També se l'ha anomenat Zarafa, tot i que finalment conservà el nom original. Se n'han trobat restes fòssils a Kenya, Tanzània i Aràbia Saudita. D'aquest gènere s'ha identificat una sola espècie: Canthumeryx sirtensis. Es tracta de l'únic representant de la subfamília dels cantumericins (Canthumeryicinae). El nom genèric Canthumeryx significa ‘remugant de Cantos’ en llatí, mentre que el nom específic sirtensis significa ‘de Sirte’.